# フランス革命暦

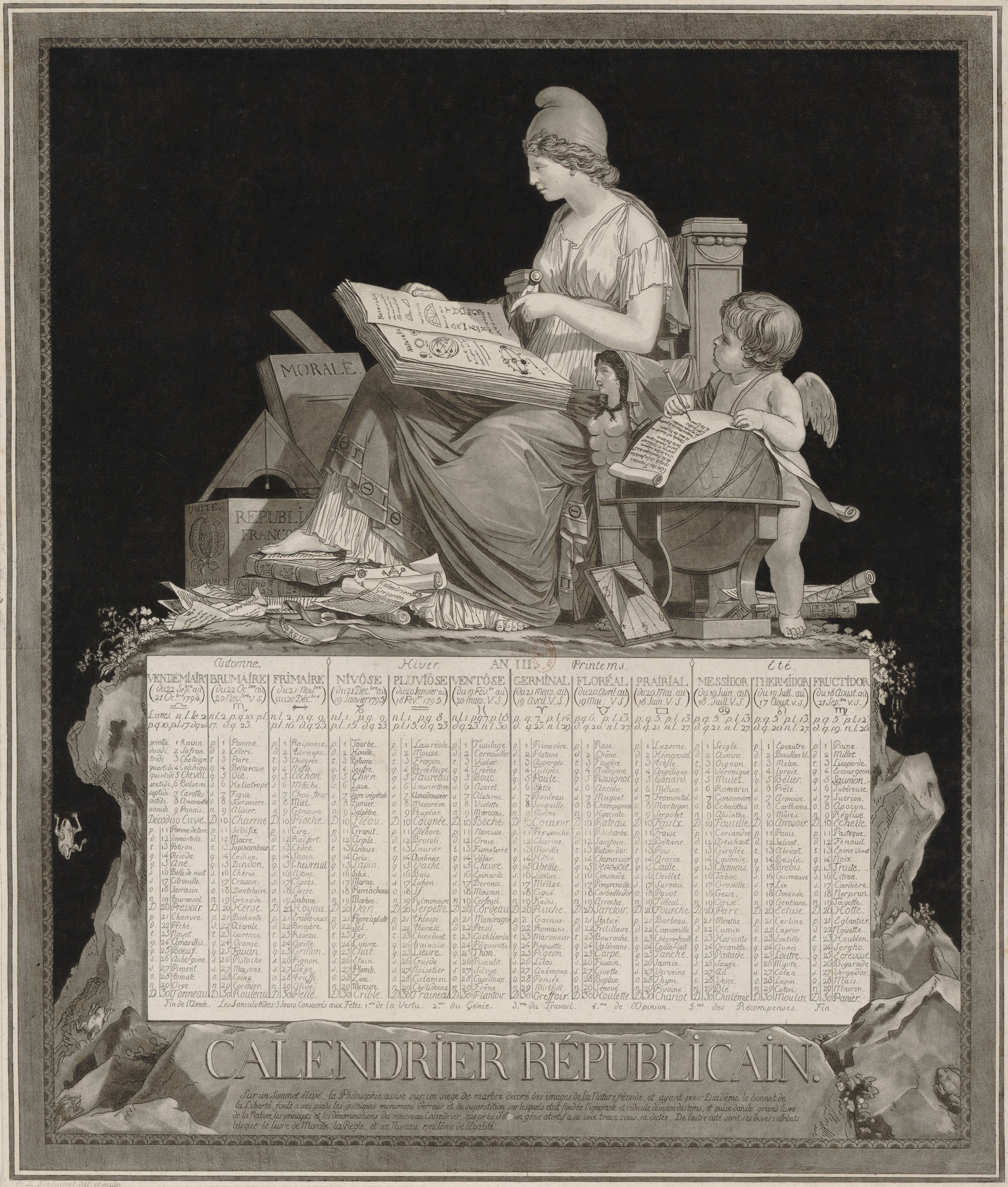
フランス革命暦に基づくカレンダー

フランス革命暦（フランスかくめいれき、仏: Calendrier révolutionnaire français）は、フランス革命期にフランスとその衛星国で使われた独自の暦法。ただし、フランス本国では共和暦（きょうわれき、仏: Calendrier républicain）と呼ばれることのほうが多い。原則として十進法を用いていて、各月を平等としたのが特徴である。
革命暦（共和暦）は遡ってフランス革命により王政が廃止された翌日のグレゴリオ暦1792年9月22日（秋分）を共和暦元年元日（紀元）とし、これに基づいて加算する紀年法である。暦が採用された日はグレゴリオ暦で1793年11月24日だが、これは革命暦では共和暦2年フリメール4日と表記された。
革命暦（共和暦）は後述の問題点により、グレゴリオ暦で1805年12月31日までの12年間余りしか使用されずに廃止された。1871年のパリ・コミューンではごく短期間復活している。年数の方は第一共和政および第一帝政の期間で使用された。

## 概要

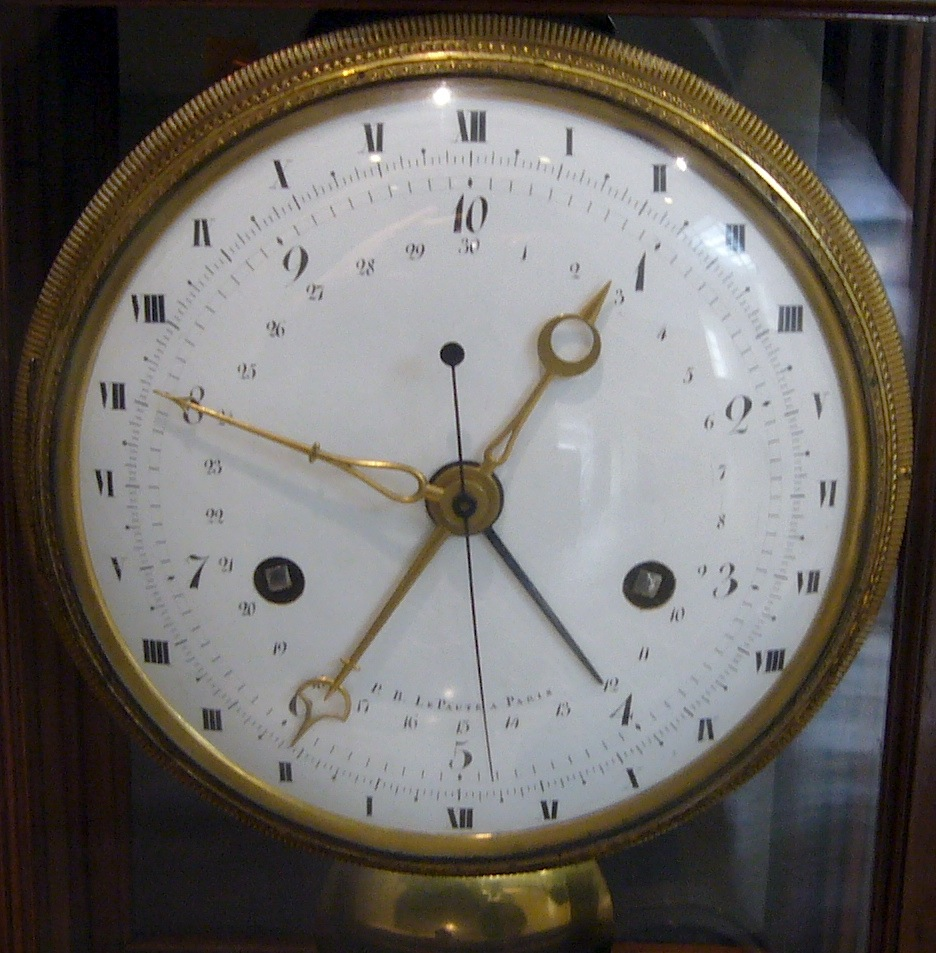
フランス革命時に使用された十時間時計。文字盤の外側に、ローマ数字で従来の二十四時間が記載されている

1793年、フランス革命政府は、カトリック色の強いグレゴリオ暦を廃止して新たな暦法を制定した。この暦法では、1年は365日で、革命政府が指定した年が別に閏年となった。1年は12か月、すべての月は30日で、あまった5日（閏年は6日）は年の終わりに置いて休日とした。さらに1か月を10日ずつ3つのデカード（décade。週・旬とも訳す）に分け、従来の週 (semaine) と七曜を廃止した。さらに混乱を生じたのは、年数を共和制宣言の行われた1792年9月22日から数え、さらに年初もこの日（グレゴリオ暦で9月22日に相当する日）にしたことである。
革命暦が失敗に終わった理由として必ず挙げられることに、暦だけでなく時間の単位も変更したことがある。フランス革命暦では、1週は10日、1日は10時間、1時間は100分、1分は100秒とすべて十進法が使われた（十進化時間）。合理性を追求したためだがこれまでの生活習慣と大きく異なるものであった（同時期に考案されたメートル法は十進法を採用しているものの、正式な単位として普及した）。時計に至ってはあまりにも性急に導入されたために一部を除いて普及することはなかった（ブレゲらによる十時間時計が残されている）。
この暦は七曜に慣れた国民の間では不評であったため、1802年3月31日より七曜が復活した。さらにナポレオンが皇帝となった2年後、共和暦14年雪月10日の翌日を1806年1月1日として革命暦は廃止され、元のグレゴリオ暦に戻った。これにはカトリック教会との和解という目的もあった。

## 月名
フランス革命暦の各月には、詩人ファーブル・デグランティーヌによって創案された詩的な月名が付けられている。

秋は -aire, 冬は -ôse, 春は -al, 夏は -idor と季節ごとに脚韻を踏んでいる。

英語などの場合は基本的に定訳があるが、日本語の場合、訳にはばらつきがみられる（Prairialは牧草月、Fructidorは果実月など）。
1. [秋] Vendémiaire ヴァンデミエール（葡萄月）：9月22,23,24日～
2. [秋] Brumaire ブリュメール（霧月）：10月22,23,24日～
3. [秋] Frimaire フリメール（霜月）：11月21,22,23日～
4. [冬] Nivôse ニヴォーズ（雪月）：12月21,22,23日～
5. [冬] Pluviôse プリュヴィオーズ（雨月）：1月20,21,22日～
6. [冬] Ventôse ヴァントーズ（風月）：2月19,20,21日～
7. [春] Germinal ジェルミナール（芽月）：3月20,21日～
8. [春] Floréal フロレアール（花月）：4月20,21日～
9. [春] Prairial プレリアール（牧月）：5月20,21日～
10. [夏] Messidor メスィドール（収穫月）：6月19,20日～
11. [夏] Thermidor テルミドール（熱月）：7月19,20日～
12. [夏] Fructidor フリュクティドール（実月）：8月18,19日～

末尾は、該当月1日のグレゴリオ暦でのおおよその日付を示している。葡萄月1日は、グレゴリオ暦では9月22日か23日か24日にあたる。

## 各日の名称
フランス革命暦では、すべての日付に名がついていた。各日の名称は、五曜日は動物、十曜日は農機具、そのほかの曜日は植物（ただしNivôse（雪月）のみ鉱物）にちなむ。

### 秋
| 日 | Vendémiaire（葡萄月） （9月22日ごろ～10月21日ごろ） | Brumaire（霧月） （10月22日ごろ～11月20日ごろ） | Frimaire（霜月） （11月21日ごろ～12月20日ごろ） |
| -- | --------------------------------------------------- | ----------------------------------------------- | ----------------------------------------------- |
| 1  | Raisin（ブドウ）                                    | Pomme（リンゴ）                                 | Raiponce（沙参）                                |
| 2  | Safran（サフラン）                                  | Céleri（セロリ）                                | Turneps（マンゲルワーゼル）                     |
| 3  | Châtaigne（クリ）                                   | Poire（ナシ）                                   | Chicorée（チコリ）                              |
| 4  | Colchique（イヌサフラン）                           | Betterave（甜菜）                               | Nèfle（セイヨウカリン）                         |
| 5  | Cheval（ウマ）                                      | Oie（ガチョウ）                                 | Cochon（豚）                                    |
| 6  | Balsamine（ツリフネソウ）                           | Héliotrope（ヘリオトロープ）                    | Mâche（ノヂシャ）                               |
| 7  | Carotte（ニンジン）                                 | Figue（イチジク）                               | Chou-fleur（カリフラワー）                      |
| 8  | Amaranthe（アマランサス）                           | Scorsonère（フタナミソウ）                      | Miel（蜂蜜）                                    |
| 9  | Panais（パースニップ）                              | Alisier（ナナカマド）                           | Genièvre（セイヨウネズ）                        |
| 10 | Cuve（桶）                                          | Charrue（プラウ）                               | Pioche（つるはし）                              |
| 11 | Pomme de terre（ジャガイモ）                        | Salsifis（バラモンジン）                        | Cire（蝋）                                      |
| 12 | Immortelle（ムギワラギク）                          | Macre（ヒシ）                                   | Raifort（セイヨウワサビ）                       |
| 13 | Potiron（西洋カボチャ）                             | Topinambour（キクイモ）                         | Cèdre（ヒマラヤスギ）                           |
| 14 | Réséda（モクセイソウ）                              | Endive（エンダイブ）                            | Sapin（樅）                                     |
| 15 | Âne（ロバ）                                         | Dindon（シチメンチョウ）                        | Chevreuil（ノロジカ）                           |
| 16 | Belle de nuit（オシロイバナ）                       | Chervis（ムカゴニンジン）                       | Ajonc（ハリエニシダ）                           |
| 17 | Citrouille（カボチャ）                              | Cresson（クレソン）                             | Cyprès（イトスギ）                              |
| 18 | Sarrasin（ソバ）                                    | Dentelaire（ルリマツリ）                        | Lierre（ツタ）                                  |
| 19 | Tournesol（ヒマワリ）                               | Grenade（ザクロ）                               | Sabine（サビナ）                                |
| 20 | Pressoir（搾汁機）                                  | Herse（馬鍬）                                   | Hoyau（鍬）                                     |
| 21 | Chanvre（アサ）                                     | Bacchante（ハマベノキ）                         | Erable sucré（サトウカエデ）                    |
| 22 | Pêche（モモ）                                       | Azerole（アセロラ）                             | Bruyère（ヒース）                               |
| 23 | Navet（カブ）                                       | Garance（セイヨウアカネ）                       | Roseau（葦）                                    |
| 24 | Amarillis（アマリリス）                             | Orange（オレンジ）                              | Oseille（スイバ）                               |
| 25 | Bœuf（ウシ）                                        | Faisan（キジ）                                  | Grillon（コオロギ）                             |
| 26 | Aubergine（ナス）                                   | Pistache（ピスタチオ）                          | Pignon（カサマツ）                              |
| 27 | Piment（唐辛子）                                    | Mahjonc（キュウコンエンドウ）                   | Liège（コルク）                                 |
| 28 | Tomate（トマト）                                    | Coing（マルメロ）                               | Truffe（トリュフ）                              |
| 29 | Orge（大麦）                                        | Cormier（オウシュウナナカマド）                 | Olive（オリーヴ）                               |
| 30 | Tonneau（ワイン樽）                                 | Rouleau（農業用ローラー）                       | Pelle（シャベル）                               |

### 冬
| 日 | Nivôse（雪月） （12月21日ごろ～1月19日ごろ） | Pluviôse（雨月） （1月20日ごろ～2月18日ごろ） | Ventôse（風月） （2月19日ごろ～3月20日ごろ） |
| -- | -------------------------------------------- | --------------------------------------------- | -------------------------------------------- |
| 1  | Tourbe（泥炭）                               | Lauréole（ローレルジンチョウゲ）              | Tussilage（フキタンポポ）                    |
| 2  | Houille（石炭）                              | Mousse（苔）                                  | Cornouiller（ミズキ）                        |
| 3  | Bitume（瀝青）                               | Fragon（梛筏）                                | Violier（紫羅欄花）                          |
| 4  | Soufre（硫黄）                               | Perce-neige（スノードロップ）                 | Troène（イボタノキ）                         |
| 5  | Chien（犬）                                  | Taureau（雄牛）                               | Bouc（雄ヤギ）                               |
| 6  | Lave（溶岩）                                 | Laurier-tin（ビバーナム・ティヌス）           | Asaret（カンアオイ）                         |
| 7  | Terre végétale（腐植土）                     | Amadouvier（ツリガネタケ）                    | Alaterne（セイヨウイソノキ）                 |
| 8  | Fumier（堆肥）                               | Mézéréon（セイヨウオニシバリ）                | Violette（スミレ）                           |
| 9  | Salpêtre（硝石）                             | Peuplier（ポプラ）                            | Marceau（山猫柳）                            |
| 10 | Fléau（殻竿）                                | Coignée（斧）                                 | Bêche（鋤）                                  |
| 11 | Granit（花崗岩）                             | Ellébore（ヘレボルス）                        | Narcisse（水仙）                             |
| 12 | Argile（粘土）                               | Brocoli（ブロッコリー）                       | Orme（ニレ）                                 |
| 13 | Ardoise（粘板岩）                            | Laurier（月桂樹）                             | Fumeterre（唐草華鬘）                        |
| 14 | Grès（砂岩）                                 | Avelinier（セイヨウハシバミ）                 | Vélar（エリシマム）                          |
| 15 | Lapin（ウサギ）                              | Vache（雌牛）                                 | Chèvre（ヤギ）                               |
| 16 | Silex（燧石）                                | Buis（ツゲ）                                  | Épinard（ホウレンソウ）                      |
| 17 | Marne（泥灰土）                              | Lichen（地衣類）                              | Doronic（ドロニクム）                        |
| 18 | Pierre à chaux（石灰石）                     | If（イチイ）                                  | Mouron（ルリハコベ）                         |
| 19 | Marbre（大理石）                             | Pulmonaire（ヒメムラサキ）                    | Cerfeuil（チャービル）                       |
| 20 | Van（唐箕）                                  | Serpette（小鉈鎌）                            | Cordeau（紐）                                |
| 21 | Pierre à plâtre（石膏）                      | Thlaspi（グンバイナズナ）                     | Mandragore（マンドラゴラ）                   |
| 22 | Sel（塩）                                    | Thimele（ダフネ・グニディウム）               | Persil（パセリ）                             |
| 23 | Fer（鉄）                                    | Chiendent（シバムギ）                         | Cochiéaria（友知草）                         |
| 24 | Cuivre（銅）                                 | Traînasse（ミチヤナギ）                       | Pâquerette（ヒナギク）                       |
| 25 | Chat（猫）                                   | Lièvre（野ウサギ）                            | Thon（マグロ）                               |
| 26 | Etain（錫）                                  | Guède（細葉大青）                             | Pissenlit（セイヨウタンポポ）                |
| 27 | Plomb（鉛）                                  | Noisetier（ハシバミ）                         | Sylve（ヤブイチゲ）                          |
| 28 | Zinc（亜鉛）                                 | Cyclamen（シクラメン）                        | Capillaire（ホウライシダ）                   |
| 29 | Mercure（水銀）                              | Chélidoine（クサノオウ）                      | Frêne（セイヨウトネリコ）                    |
| 30 | Crible（篩）                                 | Traîneau（橇）                                | Plantoir（苗挿し）                           |

### 春
| 日 | Germinal（芽月） （3月21日ごろ～4月19日ごろ） | Floréal（花月） （4月20日ごろ～5月19日ごろ） | Prairial（牧月） （5月20日ごろ～6月18日ごろ） |
| -- | --------------------------------------------- | -------------------------------------------- | --------------------------------------------- |
| 1  | Primevère（桜草）                             | Rose（バラ）                                 | Luzerne（アルファルファ）                     |
| 2  | Platane（プラタナス）                         | Chêne（樫）                                  | Hémérocalle（萱草）                           |
| 3  | Asperge（アスパラガス）                       | Fougère（シダ）                              | Trèfle（クローバー）                          |
| 4  | Tulipe（チューリップ）                        | Aubépine（サンザシ）                         | Angélique（セイヨウトウキ）                   |
| 5  | Poule（雌鳥）                                 | Rossignol（サヨナキドリ）                    | Canard（鴨）                                  |
| 6  | Bette（フダンソウ）                           | Ancolie（オダマキ）                          | Mélisse（レモンバーム）                       |
| 7  | Bouleau（カバノキ）                           | Muguet（スズラン）                           | Fromental（オオカニツリ）                     |
| 8  | Jonquille（キズイセン）                       | Champignon（キノコ）                         | Martagon（マルタゴンリリー）                  |
| 9  | Aulne（ハンノキ）                             | Hyacinthe（ヒヤシンス）                      | Serpolet（洋種伊吹麝香草）                    |
| 10 | Greffoir（接木ナイフ）                        | Râteau（熊手）                               | Faux（大鎌）                                  |
| 11 | Pervenche（ツルニチニチソウ）                 | Rhubarbe（ルバーブ）                         | Fraise（イチゴ）                              |
| 12 | Charme（クマシデ）                            | Sainfoin（イガマメ）                         | Bétoine（カッコウチョロギ）                   |
| 13 | Morille（アミガサタケ）                       | Bâton-d'or（エリシマム）                     | Pois（エンドウ）                              |
| 14 | Hêtre（ブナ）                                 | Chamerops（チャボトウジュロ）                | Acacia（アカシア）                            |
| 15 | Abeille（ミツバチ）                           | Ver à soie（蚕）                             | Caille（ウズラ）                              |
| 16 | Laitue（レタス）                              | Consoude（ヒレハリソウ）                     | Œillet（カーネーション）                      |
| 17 | Mélèze（ヨーロッパカラマツ）                  | Pimprenelle（サラダバーネット）              | Sureau（ニワトコ）                            |
| 18 | Ciguë（ドクニンジン）                         | Corbeille d'or（イワナズナ）                 | Pavot（ケシ）                                 |
| 19 | Radis（ハツカダイコン）                       | Arroche（ヤマホウレンソウ）                  | Tilleul（菩提樹）                             |
| 20 | Ruche（巣箱）                                 | Sarcloir（草削り）                           | Fourche（ピッチフォーク）                     |
| 21 | Gainier（ハナズオウ）                         | Statice（ハマカンザシ）                      | Barbeau（矢車菊）                             |
| 22 | Romaine（ロメインレタス）                     | Fritillaire（バイモ）                        | Camomille（カモミール）                       |
| 23 | Marronnier（マロニエ）                        | Bourrache（ルリジサ）                        | Chèvrefeuille（スイカズラ）                   |
| 24 | Roquette（ルッコラ）                          | Valériane（セイヨウカノコソウ）              | Caille-lait（八重葎）                         |
| 25 | Pigeon（鳩）                                  | Carpe（鯉）                                  | Tanche（テンチ）                              |
| 26 | Lilas（ライラック）                           | Fusain（マユミ）                             | Jasmin（ジャスミン）                          |
| 27 | Anémone（アネモネ）                           | Civette（アサツキ）                          | Verveine（香水木）                            |
| 28 | Pensée（パンジー）                            | Buglosse（アルカネット）                     | Thym（タチジャコウソウ）                      |
| 29 | Myrtille（ブルーベリー）                      | Sénevé（クロガラシ）                         | Pivoine（牡丹）                               |
| 30 | Couvoir（孵卵器）                             | Houlette（牧杖）                             | Chariot（荷車）                               |

### 夏
| 日 | Messidor（収穫月） （6月19日ごろ～7月18日ごろ） | Thermidor（熱月） （7月19日ごろ～8月17日ごろ） | Fructidor（実月） （8月18日ごろ～9月16日ごろ） |
| -- | ----------------------------------------------- | ---------------------------------------------- | ---------------------------------------------- |
| 1  | Seigle（ライ麦）                                | Épeautre（スペルト小麦）                       | Prune（プラム）                                |
| 2  | Avoine（燕麦）                                  | Bouillon-blanc（ビロードモウズイカ）           | Millet（キビ）                                 |
| 3  | Oignon（タマネギ）                              | Melon（メロン）                                | Lycoperdon（ホコリタケ）                       |
| 4  | Véronique（クワガタソウ）                       | Ivraie（ドクムギ）                             | Escourgeon（六条大麦）                         |
| 5  | Mulet（ラバ）                                   | Bélier（雄羊）                                 | Saumon（鮭）                                   |
| 6  | Romarin（ローズマリー）                         | Prêle（スギナ）                                | Tubéreuse（月下香）                            |
| 7  | Concombre（キュウリ）                           | Armoise（ヨモギ）                              | Sucrion（二条大麦）                            |
| 8  | Échalote（エシャロット）                        | Carthame（ベニバナ）                           | Apocyn（キョウチクトウ）                       |
| 9  | Absinthe（ニガヨモギ）                          | Mûre（クロイチゴ）                             | Réglisse（スペイン甘草）                       |
| 10 | Faucille（鎌）                                  | Arrosoir（じょうろ）                           | Echelle（梯子）                                |
| 11 | Coriandre（コリアンダー）                       | Panic（キビ）                                  | Pastèque（スイカ）                             |
| 12 | Artichaut（アーティチョーク）                   | Salicorne（アッケシソウ）                      | Fenouil（茴香）                                |
| 13 | Girofle（丁子の木）                             | Abricot（アンズ）                              | Épine vinette（セイヨウメギ）                  |
| 14 | Lavande（ラベンダー）                           | Basilic（バジル）                              | Noix（クルミ）                                 |
| 15 | Chamois（シャモア）                             | Brebis（雌羊）                                 | Truite（鱒）                                   |
| 16 | Tabac（タバコ）                                 | Guimauve（ウスベニタチアオイ）                 | Citron（レモン）                               |
| 17 | Groseille（赤スグリ）                           | Lin（亜麻）                                    | Cardère（チーゼル）                            |
| 18 | Gesse（連理草）                                 | Amande（アーモンド）                           | Nerprun（クロウメモドキ）                      |
| 19 | Cerise（サクランボ）                            | Gentiane（リンドウ）                           | Tagette（マリーゴールド）                      |
| 20 | Parc（公園）                                    | Écluse（水門）                                 | Hotte（背負い籠）                              |
| 21 | Menthe（ミント）                                | Carline（アザミ）                              | Églantier（野ばら）                            |
| 22 | Cumin（クミン）                                 | Câprier（西洋風蝶木）                          | Noisette（ヘーゼルナッツ）                     |
| 23 | Haricot（インゲンマメ）                         | Lentille（レンズマメ）                         | Houblon（ホップ）                              |
| 24 | Orcanète（アルカンナ）                          | Aunée（オグルマ）                              | Sorgho（モロコシ）                             |
| 25 | Pintade（ホロホロチョウ）                       | Loutre（カワウソ）                             | Écrevisse（ザリガニ）                          |
| 26 | Sauge（薬用サルビア）                           | Myrte（銀梅花）                                | Bigarade（橙）                                 |
| 27 | Aïl（ニンニク）                                 | Colza（セイヨウアブラナ）                      | Verged'or（アキノキリンソウ）                  |
| 28 | Vesce（ソラマメ）                               | Lupin（ルピナス）                              | Maïs（トウモロコシ）                           |
| 29 | Blé（小麦）                                     | Coton（綿）                                    | Marron（栗）                                   |
| 30 | Chalémie（ショーム）                            | Moulin（風車）                                 | Panier（籠）                                   |

## 年末の休日名
実月30日と葡萄月1日の間に入れられた各日の名は次のとおり。
- La Fête de la Vertu - 美徳の日 - 9月17,18日
- La Fête du Génie - 才能の日 - 9月18,19日
- La Fête du Travail - 勤労の日 - 9月19,20日
- La Fête de l'Opinion - 意見の日 - 9月20,21日
- La Fête des Récompenses - 報酬の日 - 9月21,22日
- La Fête de la Révolution - 革命の日 - 9月22,23日 （閏年のみ）

日付はそれぞれ、グレゴリオ暦でその日に相当する日付である。これらの日は総称して「サン・キュロットの休日」（Les Sans-Culottides）と名付けられ、III年（1795年）からあとはles jours complémentairesと呼ばれた。
革命当時、貴族はキュロットズボンを履いていたため、市民は「キュロットをはかない人」（サン・キュロッティード Sans-Culottides）と名付けられた。それにちなみ、国民の休日は市民階級を指すサン・キュロッティードと呼ばれたのである。今日では、サン・キュロッティードとは共和派の意味をも持つ。

## 曜日名
「-di」は英語の「day」に相当する。フランス語の現在の曜日にもついている。（月曜日…Lundi、等）
- primidi - 一曜日（いちようび）毎月1,11,21日
- duodi - 二曜日（にようび）毎月2,12,22日
- tridi - 三曜日（さんようび）毎月3,13,23日
- quartidi - 四曜日（よんようび）毎月4,14,24日
- quintidi - 五曜日（ごようび）毎月5,15,25日
- sextidi - 六曜日（ろくようび）毎月6,16,26日
- septidi - 七曜日（しちようび）毎月7,17,27日
- octidi - 八曜日（はちようび）毎月8,18,28日
- nonidi - 九曜日（きゅうようび）毎月9,19,29日
- décadi - 十曜日（じゅうようび）毎月10,20,30日

## 表記の方法
表記の方法は少し変わっていた。年をローマ数字で書くようになっていた。
例：10 Nivôse, an XIV＝フランス革命暦14年雪月10日

## 閏年
閏年の挿入方法は未定義だった。革命政府が指定していたと思われ、III年、VII年、XI年、XV年、XX年が、指定された閏年である。14年をもって革命暦が廃止されたため、XV年とXX年はやってくることはなかった。閏年に関する規則が未定義のため、XXI年以降の暦を作成することは不可能である。
年初日（葡萄月1日）がたまたまパリ時間で秋分日であったことから、必ずこの日が秋分になるように調整されたという説もあるが、実際にはIII年からXIV年までの間でそうなっていない年もある。

## 他の暦法への換算
日付を修正ユリウス日に換算することにより、グレゴリオ暦などその他の暦法との日付の換算が可能になる。これには次の式を使う。
フランス革命暦y年m月d日午前0時（パリではなく、グリニッジ標準時）の修正ユリウス日は、x 以下の整数の中で最大のものを{\displaystyle \lfloor x\rfloor }で表すと
{\displaystyle \lfloor 365.25y\rfloor +30m+d-24557}
ただし、Vendémiaire（葡萄月）を1月、以後、Fructidor（実月）を12月と数える。年末の休日は、便宜上、12月31日～12月35日（閏年は12月36日まで）と数える。
例えば、14年雪月10日は y = 14、 m = 4、 d = 10 なので、
{\displaystyle \lfloor 365.25\times 14\rfloor +30\times 4+10-24557}

{\displaystyle =5113+120+10-24557=-16314}
となり -16314 が修正ユリウス日となる。
この換算は、フランス革命暦19年末日まで有効である。

## 世界史用語としてのフランス革命暦
世界史の用語にもしばしば革命暦は登場する。ロベスピエールを失脚させたテルミドール9日のクーデター（共和暦2年熱月9日、1794年7月27日）、そのクーデターの後に起きた暴動でナポレオン・ボナパルト（後の皇帝ナポレオン1世）が鎮圧したヴァンデミエール13日の反乱（共和暦4年葡萄月13日、1795年10月5日）や、そのナポレオンが軍事力で総裁政府を倒し権力を掌握したブリュメール18日のクーデター（共和暦8年霧月18日、1799年11月9日）などがそれである。
また、共和暦2年牧月22日（1794年6月10日）に制定された「プレリアール22日法」、共和暦2年霜月14日（1793年12月4日）に制定された「フリメール14日法」など、革命期の法律の名にも用いられた。